# 前进镇 (涟水县)
前进镇，是中华人民共和国江苏省淮安市涟水县下辖的一个乡镇级行政单位。2018年12月1日撤消，并入高沟镇。区划代码改为 。

## 行政区划
前进镇下辖以下地区：
同兴社区、马圩村、四安庄村、罗堆村、老堆村、兴北村、丁口村、戴码村、朱后圩村、前进村和陈祝村。2000年乡镇合并原麻垛乡各个村民组。